# Све за љубав (ТВ серија из 1997)
Све за љубав (порт. Por amor) бразилска је теленовела, продукцијске куће Реде Глобо, снимана 1997.
У Србији је приказивана током 2002. и 2003. на Првом програму Радио-телевизије Србије.

## Синопсис
Да ли је могуће да једна особа жртвује свој живот ради среће неког другог?
Елена је независна жена са јаким осећањима. Није само посвећена мајка, она је велика пријатељица својој кћерки, Марији Едуарди. Марија пролази кроз брачну кризу јер њеног супруга, Марсела, прогања бивша девојка. Марселова мајка не воли Елену и жели пропаст брака свог сина. Елена обнови свој емотивни живот када упозна Атилија и уда се за њега. Иако веома слабог здравственог стања, Марија Едуарда пожели да има дете, мислићи да ће тако испунити жељу свом супругу и на тај начин спасити свој брак. Као у игри судбине мајка и кћерка остају трудне у исто време и породе се истог дана. Догоди се трагедија и Маријина беба умире. Како би испунила кћеркин сан, која због последица порођаја више никад неће моћи да буде мајка, Елена одлучује да замени бебе уз Сесарову помоћ. Едуарда одгаја брата мислећи да је њен син, док Атилио пати мислиће да му је дете умрло на порођају. Елена је она која највише пати, смрт детета је пољулала њен однос са Атилиом упркос великој љубави која их веже и мора да се понаша према беби као да јој је унук. Елена записује све догађаје из свог живота у један дневник и једног дана Марија Едуарда открива шокантну истину…

## Улоге
| Глумац:                 | Улога:                     |
| ----------------------- | -------------------------- |
| Режина Дуарте           | Елена Виана                |
| Габријела Дуарте        | Марија Едуарда Виана       |
| Антонио Фагундес        | Атилио Новели              |
| Фабио Асунсао           | Марсело Барос Мота         |
| Сусана Виеира           | Бранка Летиција Барос Мота |
| Вивиане Пасмантер       | Лаура Сабоја               |
| Каролина Фераз          | Милена Барос Мотас         |
| Едуардо Московис        | Фернандо Нандо             |
| Мурило Бенисио          | Леонардо Барос Мота        |
| Касија Кис              | Изабел Лафајете            |
| Каролина Дикман         | Катарина Кати              |
| Марсело Серадо          | Сесар Андраде              |
| Отавио Аугусто          | Педро Виана                |
| Карлос Едуардо Долабела | Арналдо Барос Мота         |